# Palazzo del Monte di Pietà (Vicenza)
Il Palazzo del Monte di Pietà è un complesso monumentale costruito tra il XV e il XVII secolo a Vicenza, con la facciata principale sulla centrale Piazza dei Signori e i due fianchi su contrà del Monte e contrà Manin. Nella sua parte centrale incorpora la chiesa di San Vincenzo.

## Storia

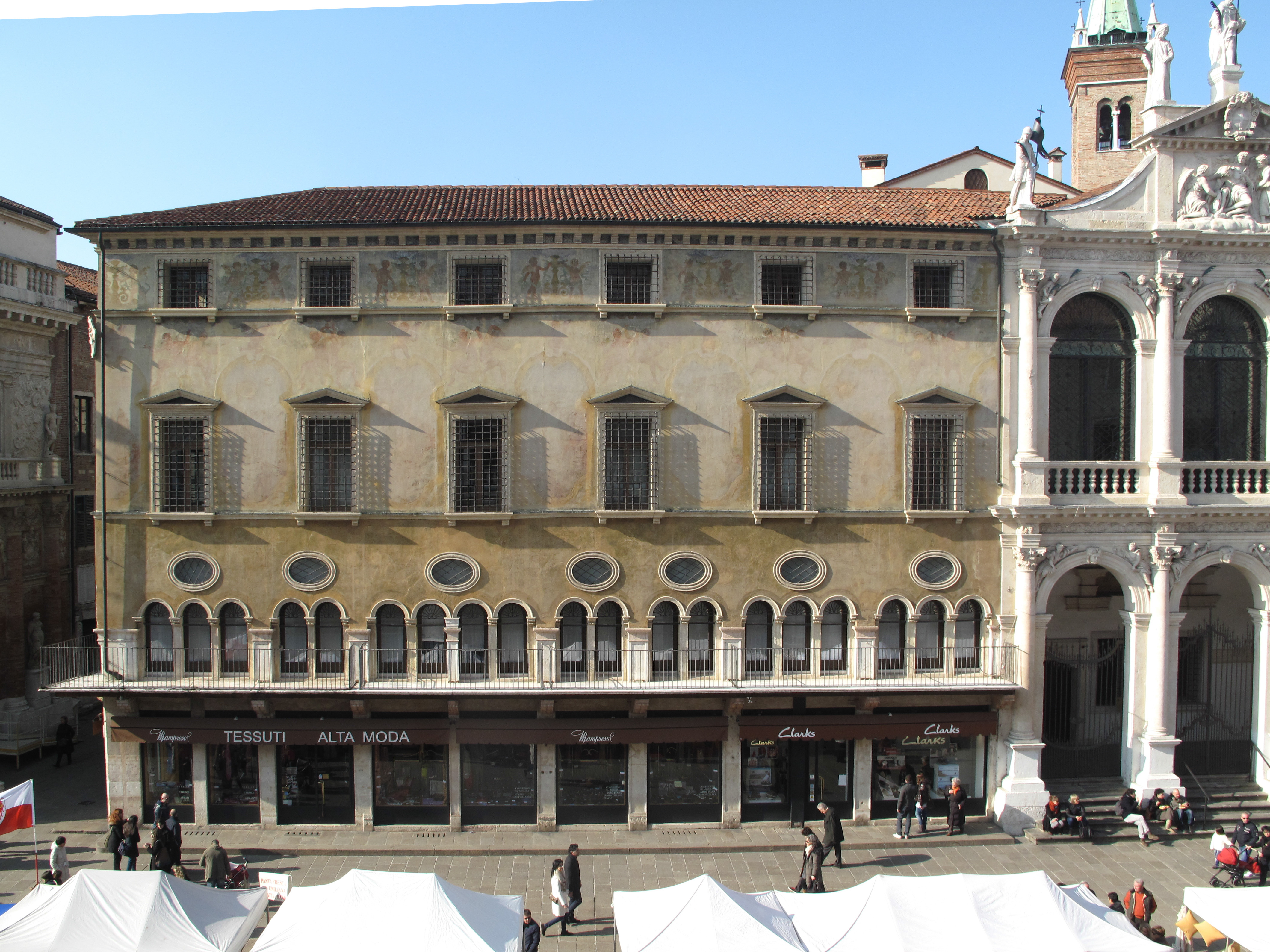
Vicenza - Monte di Pietà - Ala occidentale

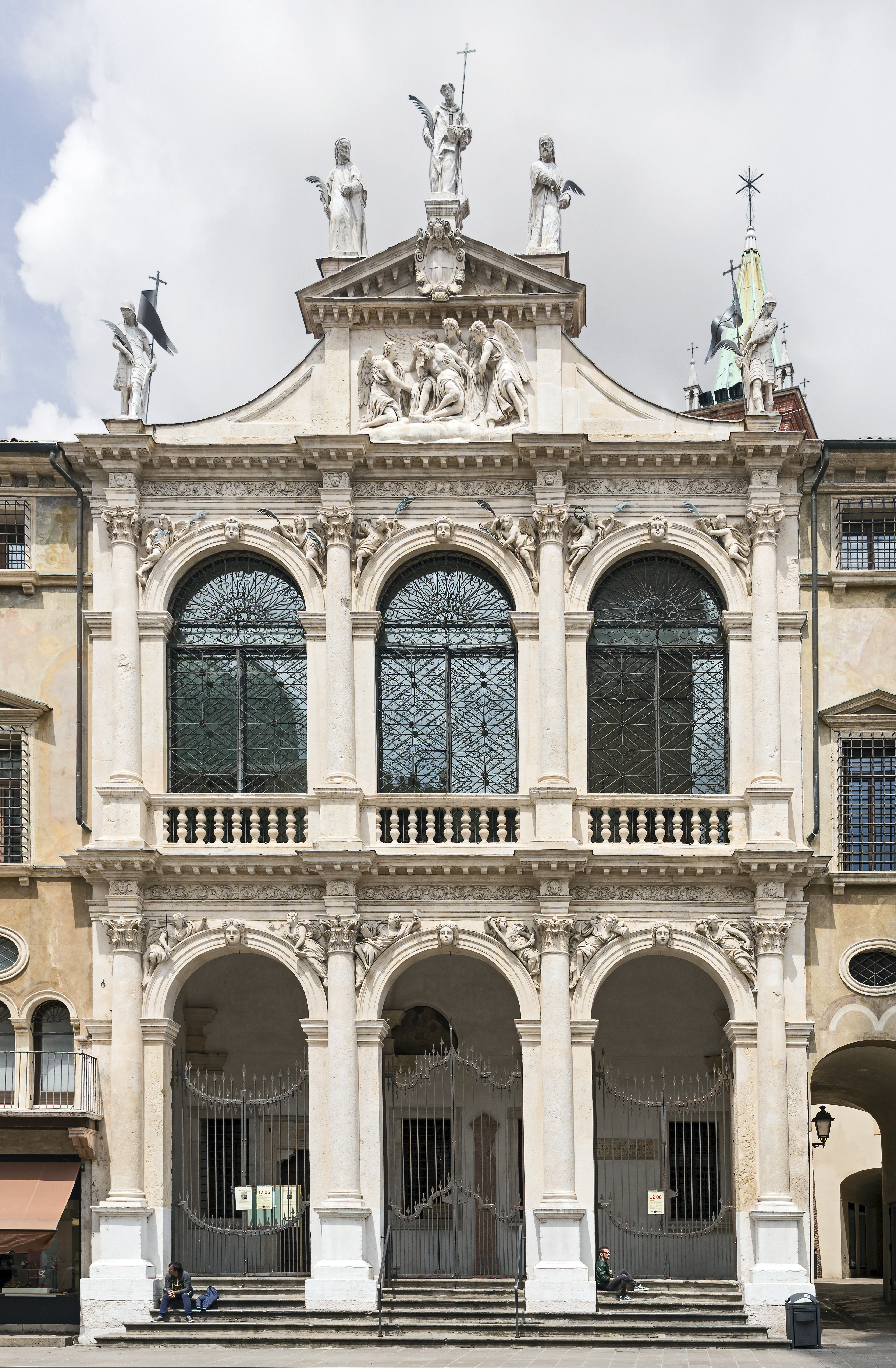
Chiesa di San Vincenzo e (al piano nobile) loggia del Palazzo del Monte di Pietà.

### Il primo Monte di Pietà
Il Palazzo Monte di Pietà di Vicenza - il primo fondato nella Terraferma veneta al tempo della Serenissima - venne creato dal Comune di Vicenza e ufficialmente aperto il 12 giugno 1486, circa un mese dopo l’espulsione degli ebrei dalla città decretata dal doge Marco Barbarigo, con la contemporanea istituzione di un banco dei pegni nella chiesa di San Vincenzo,  che da allora divenne proprietà del Monte.
La creazione del Monte avvenne sotto la spinta della predicazione e su iniziativa del beato Marco da Montegallo - che aveva già fondato analoghe istituzioni nelle Marche - allo scopo di combattere l'usura dilagante in città, fornendo piccoli prestiti a condizioni più favorevoli rispetto a quelle di mercato in cambio di un pegno. Seguendo il modello proposto dal frate minore osservante, il Monte inizialmente prestò il denaro senza richiedere ufficialmente alcun interesse; il prestito veniva dato ai soli miserabili e non poteva eccedere i tre ducati per famiglia, né avere una durata di oltre sei mesi; un massaro, un notaro e un tesoriere sotto la sorveglianza di quattro Conservatori eletti del Consiglio dei Quaranta presiedevano alle operazioni di concessione e di recupero del prestito.
Nel 1492 però - anche se i mutuatari, più o meno spontaneamente, avevano sempre dato qualcosa in più al momento della restituzione del pegno - il banco entrò in crisi. Venne allora rifondato su basi più pratiche da Bernardino da Feltre, cui fu affidata la riforma degli Statuti; egli sostenne la necessità del prestito remunerato e invitò gli abbienti a depositare il loro denaro nelle casse del Monte, questa volta con l'applicazione di un tasso del 5%, comunque di molto inferiore a quello praticato in precedenza dagli ebrei o dai nobili vicentini, che si aggirava intorno al 15-20%.
La predicazione e l'opera di Bernardino fecero notevolmente prosperare l'istituzione; nelle casse del Sacro Monte - come venne chiamato per secoli - entrarono parecchie migliaia di ducati, frutto delle elemosine dei suoi entusiasti uditori. L'istituto crebbe ben presto d'importanza - nel 1499 le condizioni del Monte erano assai prospere, tanto che il prestito pro capite fu elevato da tre a cinque ducati - e la chiesa di San Vincenzo divenne ben presto insufficiente per il deposito dei pegni; cosicché il Comune concesse l'uso di alcuni locali nel palazzo nuovo della Ragione di recente costruito.

### La sede attuale

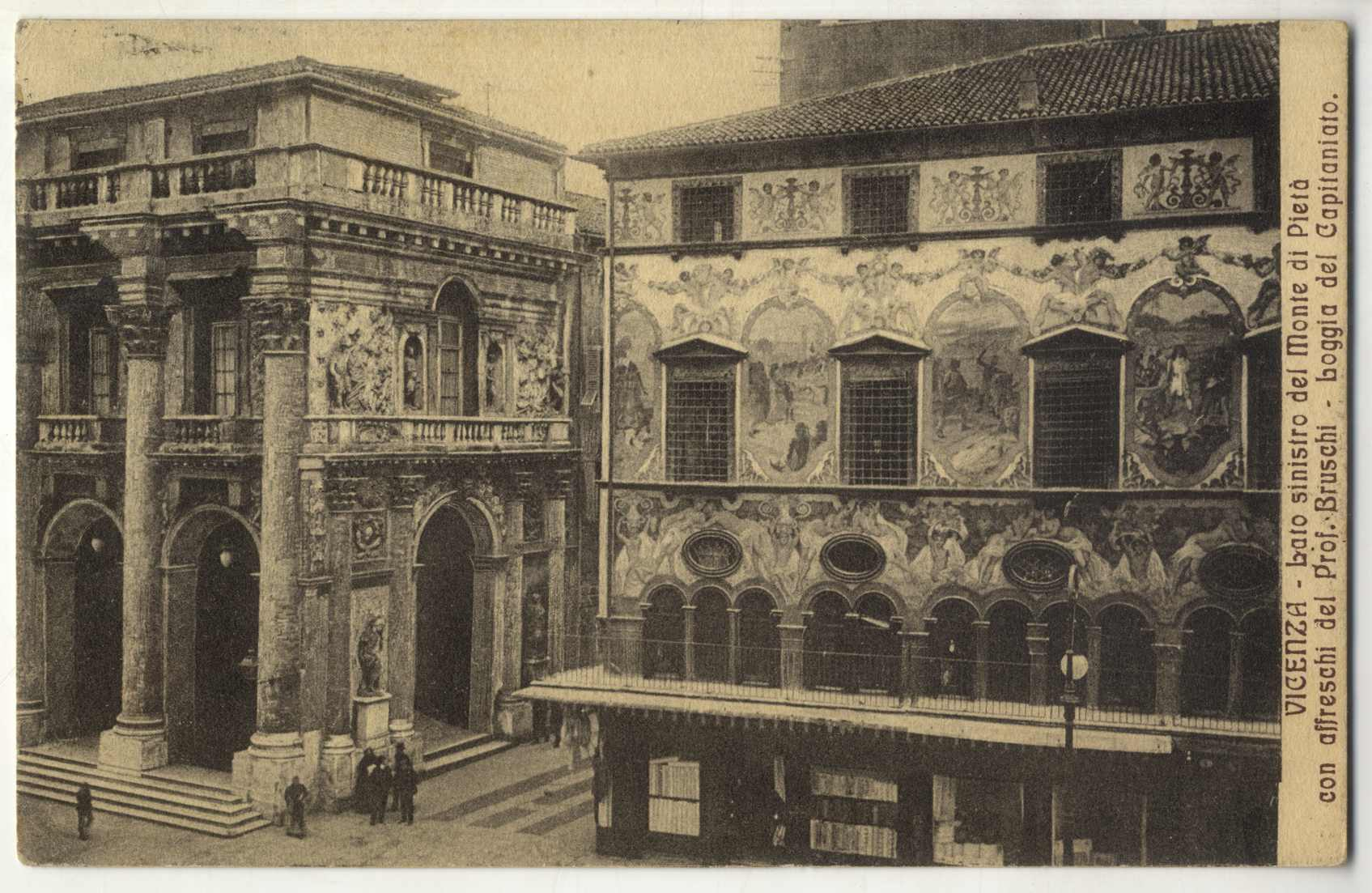
Lato sinistro del Monte di Pietà con affreschi del prof. Bruschi - Loggia del Capitaniano. Inizi del Novecento. Fondo Gonzati, Biblioteca Civica Bertoliana, Vicenza.

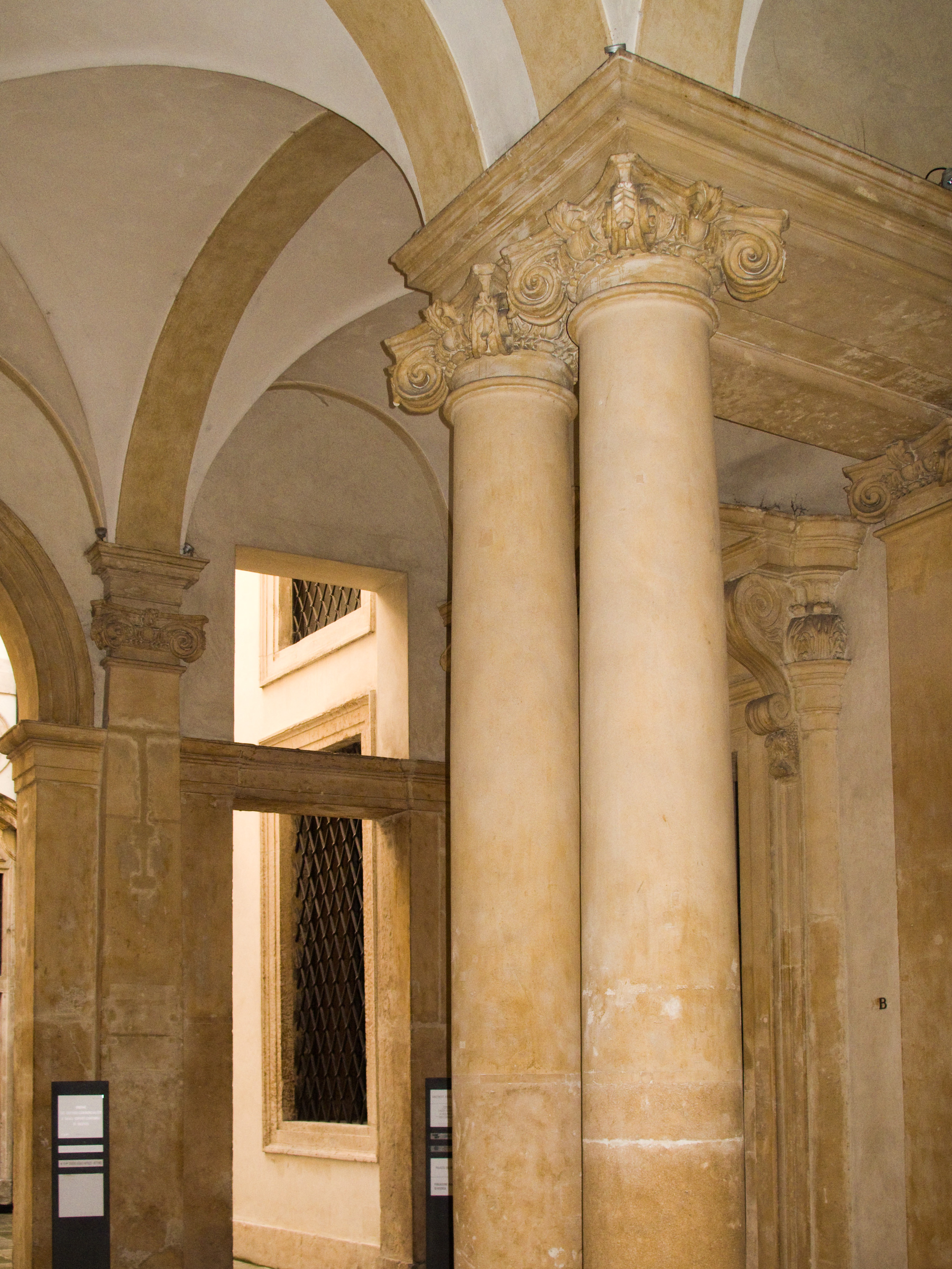
Vicenza - Monte di Pietà - Atrio dell'ingresso in contrà del Monte

Nel 1497 le logge della Basilica, sotto le quali aveva sede il Monte, crollarono e i preposti alla pia opera decisero di costruire, sopra le botteghe che i merzari (merciai) avevano tra la chiesa di San Vincenzo e la contrà del Capitanio, una bella casa con due sale fin sopra il canton per tenervi li pegni del Monte di Pietà. La nuova fabbrica, costituita da ammezzati lombardeschi sopra le botteghe e da due piani sovrapposti in stile classico, fu iniziata nel settembre 1499 con la contemporanea ristrutturazione interna della chiesa stessa.
I lavori vennero ultimati nel 1553-57 con la costruzione della seconda ala, compresa tra la chiesa e la contrà delle Vetture, ora Manin - nel frattempo la quantità di oggetti dati in pegno era diventata talmente grande da richiedere l'ampliamento dell'edificio - con lo stesso accostamento dei due stili e la stessa disposizione di piani e di linee; il pittore Giovanni Battista Zelotti ornò con pregevoli affreschi le facciate dei due edifici gemelli (gli affreschi, ammirati dal Vasari ma quasi scomparsi tra il Settecento e l'Ottocento, furono sostituiti nel 1909 da quelli del perugino Domenico Bruschi).
In mezzo ai due corpi di fabbrica restava il più basso e incassato edificio della chiesa; fu quindi indetto un concorso per l'adeguamento della facciata e la costruzione di un nuovo monumentale ingresso, quale segno della centralità del culto vicentino; esso venne realizzato nel 1614-17 ad opera dello spezzapietra leoniceno Paolo Bonin e con il contributo per la parte scultorea - le statue degli acroteri e la bellissima Pietà del frontone - di Giambattista Albanese.
Verso la fine del Seicento il patrizio vicentino Giovanni Maria Bertolo decise di donare la sua ricca collezione di libri, allo scopo di dotare la città di una biblioteca pubblica; per dare ad essa un'adeguata collocazione, nel 1702 il Consiglio comunale ordinò la costruzione di una sala all'interno del palazzo del Monte di Pietà, in quel momento in fase di ristrutturazione ad opera dell'architetto Francesco Muttoni. Per l'accesso alla biblioteca il Comune volle infatti fornire una sede che riscuotesse l'ammirazione per laudabile magnificenza e decoro, costruendo una seconda facciata sul fianco del palazzo in contrà del Capitanio, dove da sempre era stato l'ingresso al Monte. Nel 1708 la biblioteca venne aperta ufficialmente ai vicentini e intitolata "Bertoliana" in onore del suo fondatore. Contemporaneamente al Muttoni venne commissionato il prolungamento dell'interno della chiesa di San Vincenzo, con l'erezione del nuovo presbiterio.
Nel 1797 - durante la prima occupazione del territorio vicentino - i francesi saccheggiarono il Monte di Pietà, rubando i pegni più preziosi.
Nel 1881 venne collocato nella Biblioteca anche l'archivio storico comunale, detto "Archivio di Torre" dal nome della Torre del Tormento in cui era precedentemente sistemato; a esso si aggiunsero nel corso degli anni donazioni e acquisizioni di altri archivi e libri, ma quando l'economista Fedele Lampertico lasciò alla biblioteca il suo patrimonio di circa 20.000 tra volumi e opuscoli, per dare maggiore spazio all'istituzione la Biblioteca Bertoliana fu trasferita nell'ex convento dei padri Somaschi in contrà Riale. I locali lasciati liberi furono in seguito adibiti ad uffici, mentre l'ingresso dei depositanti al Monte venne trasferito in contrà Morette.
Il complesso subì un generale rimaneggiamento nel 1906-1907, in particolare il consolidamento delle condizioni statiche, il restauro delle modanature lapidee e la sostituzione degli affreschi dello Zelotti con altri di Domenico Bruschi; altri interventi vennero compiuti nel secondo dopoguerra - per riparare i danni conseguenti al bombardamento del 18 marzo 1945 - e nel 1998, con il ripristino degli elementi lapidei, specialmente dei ballatoi, il recupero e il fissaggio delle tracce superstiti del paramento dipinto dal Bruschi.
Il palazzo è tuttora sede della Fondazione del Monte di Pietà di Vicenza, erede ideale dell'antica istituzione medioevale, e che oggi si occupa di attività nei settori del sociale, dell'arte e della conservazione e valorizzazione dei beni e delle attività culturali e dei beni ambientali.

## Descrizione

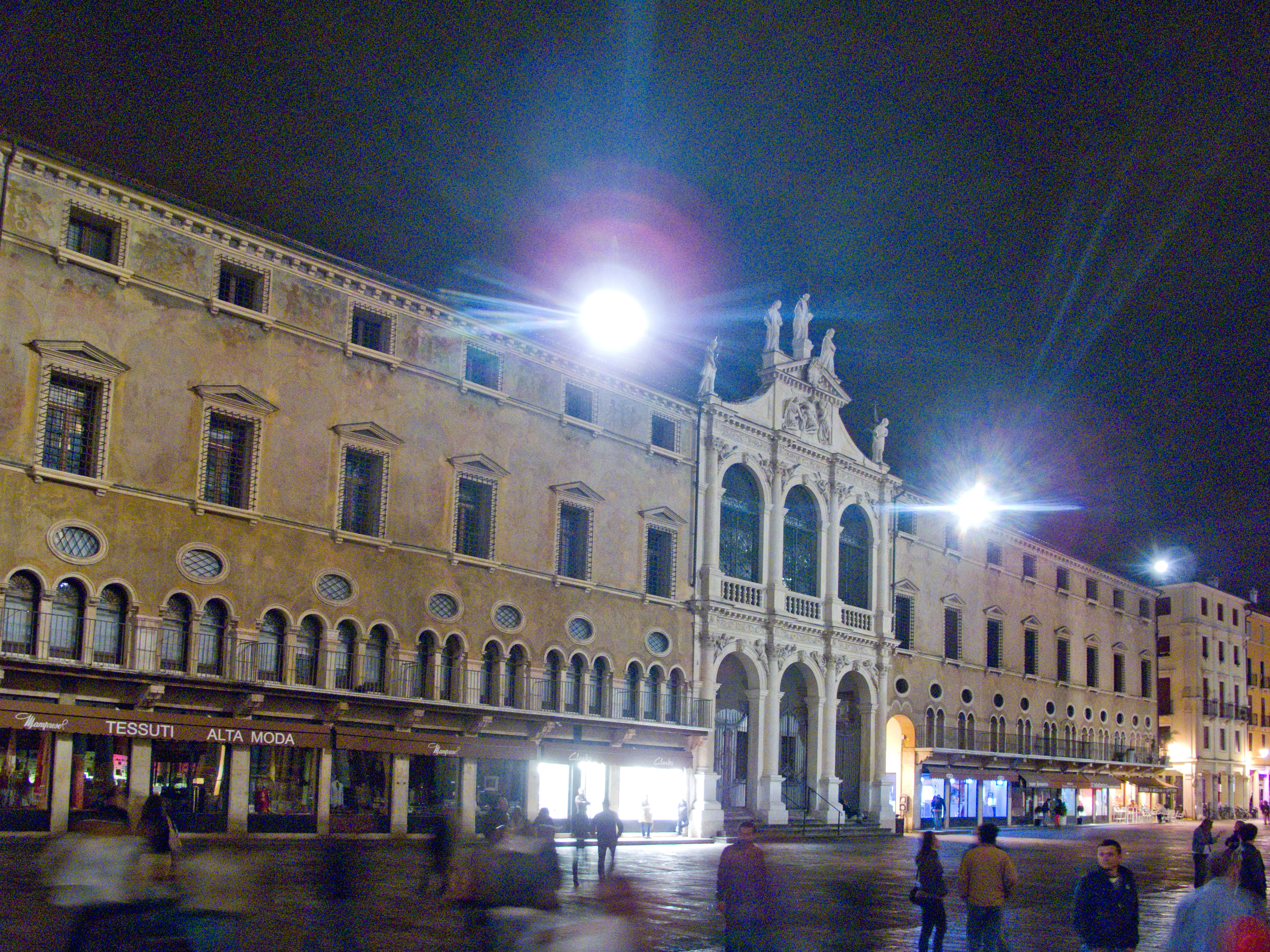
Vicenza - Monte di Pietà - Notturno

La facciata principale del palazzo, lunga 72 metri, domina il lato settentrionale della Piazza dei Signori, di fronte alla Basilica Palladiana, e reca tracce - ormai quasi illeggibili - degli affreschi di scene bibliche, opera del Bruschi.
Al piano terra si succedono antiche botteghe, naturalmente rimodernate, sovrastate da mezzanini tardo-quattrocenteschi dotati di ballatoi, mentre il livello superiore, cinquecentesco, è costituito da una fila di finestre classicheggianti, sormontate da frontoncini triangolari e munite di grate, che proteggevano i locali dove venivano depositati i beni impegnati. L'ala occidentale è chiaramente asimmetrica e rivela la sua origine derivante dalla ristrutturazione di edifici tardo-medievali preesistenti; l'armonizzazione dell'insieme viene data dalle finestre neo-rinascimentali di eguale ampiezza ma raggruppate in bifore, trifore o addirittura quadrifore. Il corpo orientale invece, costruito mezzo secolo più tardi, è molto più regolare e simmetrico.
Il palazzo del Monte incorpora al suo interno la chiesa trecentesca di San Vincenzo, cui ha donato la facciata barocca costruita tra il 1614 e il 1617. La restante parte del piano terreno è occupata da negozi, uffici e abitazioni.
La facciata su contrà del Monte è opera del primo Settecento di Francesco Muttoni, come del Muttoni sono l'atrio e il cortile interno. Concorsero nella costruzione i maestri muratori Carlo e Andrea Cironi, i tagliapietra Pietro Colerma e Giuseppe Pavan e per la parte scultorea Angelo Putti il quale, oltre al fregio di ordine dorico e le statue della sommità, eseguì pure i bassorilievi e i cartigli a volute barocche con le iscrizioni "Biblioteca Bertoliana" e la locuzione greca "Ψυχῆς ἰατρεῖον" (Psychēs iatreion, ovvero "Ospedale dell'anima", dall'iscrizione apposta sulla porta della Biblioteca di Alessandria durante l'Ellenismo a detta di Diodoro Siculo); scolpita sotto il fregio del primo ordine sta la scritta Mons Pietatis a dimostrazione della proprietà dell'edificio.
All'interno, nel soffitto di quella che originariamente era la Camera dei Pegni al piano terreno, è collocato il dipinto di Alessandro Maganza Allegoria della Carità.